# Verena Schreiber
Verena Schreiber (* 1976) ist eine deutsche Geographin und Geographiedidaktikerin. Sie lehrt an der Pädagogischen Hochschule Freiburg und ist Sachbuchautorin. In der Geographiedidaktik steht sie für die Übernahme sozialer und politischer Verantwortung von Wissenschaft für Gesellschaft und Schule. In ihrer Forschung arbeitet sie zu politischen und sozialen Problemlagen. Schreiber geht u. a. der Frage nach, wie sozial-ökologische Herausforderungen der Gegenwart auf die Lebenssituationen von Kindern und jungen Menschen Einfluss nehmen und welche inhaltlichen und methodischen Anforderungen dies an geographische Bildungsprozesse stellt. In ihren eigenen Schriften und den von ihr moderierten Sammelbänden leistet sie Beiträge zur transformativen Bildung (engaged pedagogy, feministische Bildung, Intersektionalität) und Machttheorien (Gouvernementalität, Diskurstheorie, kritische Bildungstheorie).

## Werdegang
Verena Schreiber studierte Kulturgeographie, Katholische Theologie und Germanistik an der Johannes Gutenberg-Universität Mainz. Von 2004 bis 2006 war sie wissenschaftliche Mitarbeiterin im Fachgebiet Geographie der Universität Osnabrück, von 2005 bis 2015 wissenschaftliche Mitarbeiterin am Institut für Humangeographie der Johann Wolfgang Goethe-Universität Frankfurt am Main. Den Dr. phil. erlangte sie mit der Dissertationsschrift Fraktale Sicherheiten. Eine struktur-archäologische Durchquerung der kommunalen Kriminalprävention. 2015 war Schreiber Visiting Academic am Department of Geography der Loughborough-University, UK innerhalb eines DAAD-Forschungsstipendiums. Ab 2015 bekleidete Schreiber eine Tenure-Track-Professur für Geographie und ihre Didaktik mit dem Schwerpunkt Humangeographie an der Pädagogischen Hochschule Freiburg, die 2022 in eine ordentliche Professur überführt wurde.

## Forschungsfelder (Auswahl)

### Transformative Geographische Bildung
Im Feld der Geographiedidaktik verfolgt Schreiber das Anliegen, eine Vermittlungspraxis zu entwickeln, die die zunehmend komplexen Lebenswirklichkeiten und Erfahrungen von Kindern anerkennt, neue Formen der Zusammenarbeit und kollektiven Wissensproduktion im Geographieunterricht ermöglicht sowie emanzipatorische Handlungsweisen eröffnet. Hierzu publiziert Schreiber neben grundlegenden Ergebnissen fachdidaktischer Forschung Beiträge zur Wissensvermittlung an Lehrkräfte.

### Geographien der Kindheit
Die kulturgeographische Forschung begreift Kindheit, ebenso wie andere Kulturwissenschaften, als eine Schöpfung der Moderne; für eine kritische geographische Kindheitsforschung ist hier die Rekonstruktion und Reflexion von räumlichen Diskursen und Praktiken von Bedeutung, um die Wechselbeziehung der Kategorien Kindheit, Bildung und Raum zu beforschen. Schreiber geht diesen Fragen in den beiden von der Deutschen Forschungsgemeinschaft (DFG) geförderten Projekten „Die Stadt als Erziehungsagentur. Restrukturierung von Stadtentwicklung im Spannungsfeld edukativer Implikationen“ (DFG, 2018–2023) und „Kindheit in der Smart City. Digitale Transformationen des Städtischen und ihre Auswirkungen auf die Lebensräume junger Menschen“ nach (DFG, seit 2021, laufend).

### Prävention und Sicherheitspolitik
In ihrer Forschung zu Präventions- und Sicherheitspolitik nimmt Schreiber weltweit wachsende neue Strategien urbaner Sicherheitsproduktion in den Blick. Ganze Städte sind damit befasst, eine präventive Infrastruktur aufzubauen, die sich aus technisch-materiellen Überwachungssystemen, lokalen sozialen Netzwerken und Präventionsprogrammen zusammensetzt. Schreiber verfolgt hier die Frage, welchen Zweck sie verfolgt und wie sie sich auf die Stadtgesellschaft auswirkt. Hierbei führte sie u. a. die folgenden Forschungsprojekte durch:
- Bestandsaufnahme kriminalpräventiver Gremien in Deutschland (Finanzierung: Bundesministerium des Innern, Stiftung Deutsches Forum für Kriminalprävention und Nationales Zentrum für Kriminalprävention, 2017–2019)
- Die Intersektionalität von Geschlecht, Klasse und Ethnizität in der quartiersbezogenen Sozialpolitik. Stadtteil-Mütter in Berlin-Neukölln (Finanzierung: PH-Freiburg, 2010–2012)
- Dokumentation kriminalpräventiver Projekte und Kampagnen zur Unterstützung von PrävIS (Finanzierung: Bundesministerium der Justiz, 2007–2009)

## Funktionen (Auswahl)
- Redaktion „Die deutsche Schule. Zeitschrift für Erziehungswissenschaft, Bildungspolitik und pädagogische Praxis“ (DDS)
- Koordination Netzwerk „Geographische Bildung Baden-Württemberg“

## Buchpublikationen
- Als Herausgeberin mit Eva Nöthen, Transformative Geographische Bildung. Springer Spektrum, Berlin 2023. ISBN 978-3-662-66481-0
- Autor*innenkollektiv Geographie und Geschlecht, Handbuch Feministische Geographien. Arbeitsweisen und Konzepte. Barbara Budrich, Opladen 2021. ISBN 978-3-8474-2373-7
- Als Herausgeberin mit Jürgen Hasse, Räume der Kindheit. Ein Glossar. transcript, Bielefeld 2019. ISBN 978-3-8376-4424-1
- Unter Mitarbeit von Lena Münch und Jens Schreiber. Lokale Präventionsgremien in Deutschland 2018. Fortschreibung einer Bestandsaufnahme 2007. Bundesministerium des Innern (= Forschungsbericht des Nationalen Zentrums für Kriminalprävention 1/19, r) Bonn, 2018. ISSN 2627-6151
- Als Herausgeberin mit Nadine Marquardt, Ortsregister. Ein Glossar zu Räumen der Gegenwart. : transcript, Bielefeld 2012. ISBN 978-3-8376-1968-3
- Fraktale Sicherheiten. Eine Kritik der kommunalen Kriminalprävention. transcript, Bielefeld 2011. ISBN 978-3-8376-1812-9